# Fontaniva
Fontaniva – miejscowość i gmina we Włoszech, w regionie Wenecja Euganejska, w prowincji Padwa.
Według danych na rok 2004 gminę zamieszkiwało 7458 osób, 372,9 os./km².